# Libor Charfreitag
Libor Charfreitag (født 11. september 1977 i Trnava) er en slovakisk hammerkaster. Charfreitag har deltaget i flere mesterskaber. Første gang var i EM 2002 i München hvor han blev nummer syv. Den samme placering opnåede han under OL 2004 i Athen. Under VM 2005 i Helsingfors blev han nummer ni. Karrierens højdepunkt er bronzemedalje fra VM 2007 i Osaka. Charfreitags personlige rekord på 81,81, blev under et stævne i i Praha i 2003.